# Пирамида на Джосер
Стъпаловидната пирамида на Джосер в Сакара е най-древната от съхранените каменни пирамиди. Построена е от Имхотеп за погребението на египетския фараон Джосер ок. 2650 пр.н.е. Това е първото каменно архитектурно съоръжение в света.
Първоначалният замисъл на Имхотеп е да изгради обикновена правоъгълна мастаба. Различното при нея е материалът за строежа – каменни блокове, вместо обичайно използвания при тези строежи кирпич. В процеса на строителството Имхотеп решава върху първата каменна мастаба да надстрои още няколко, по-малки сгради и така погребалната мастаба на Джосер е видоизменена в първата стъпаловидна пирамида в историята на Древен Египет.
Тази 6-степенна пирамида е с размери 125 на 115 м и височина приблизително 62 м. В днешно време е добре запазена, въпреки че през изминалите хилядолетия частично ерозира и така размерите ѝ в днешно време са 121 × 109 м, а височината е 61 м. Стилът и формата ѝ стават образец за подражание в процеса на развитие на каменното строителство не само в Древен Египет, но и в други региони на древния свят.
Стъпаловидната пирамида на Джосер е предназначена за цялото семейство на владетеля. В пирамидата на Джосер за членовете на семейството му са приготвени 11 погребални камери в тунелите. Там са били погребани всички негови жени и деца, в това число е намерена мумия на дете на приблизително 8 годишна възраст.